# 条件期望
在概率论中，条件期望是一个实数随机变量的相对于一个条件概率分布的期望值。换句话说，这是给定的一个或多个其他变量的值一个变量的期望值。它也被称为条件期望值或条件均值。
条件期望的概念在柯尔莫哥洛夫的测度理论概率论的定义很重要。条件概率的概念是由条件期望来定义的。

## 计算
设{\displaystyle X}和{\displaystyle Y}是离散随机变量，则{\displaystyle X}在给定事件{\displaystyle Y=y}条件时的条件期望是{\displaystyle x}的在{\displaystyle Y}的值域的函数
{\displaystyle \operatorname {E} (X|Y=y)=\sum _{x\in {\mathcal {X}}}x\ \operatorname {P} (X=x|Y=y)=\sum _{x\in {\mathcal {X}}}x\ {\frac {\operatorname {P} (X=x,Y=y)}{\operatorname {P} (Y=y)}},}
其中，{\displaystyle {\mathcal {X}}}是处于{\displaystyle X}的值域。
如果现在{\displaystyle X}是一个连续随机变量，而{\displaystyle Y}仍然是一个离散变量，条件期望是：
{\displaystyle \operatorname {E} (X|Y=y)=\int _{\mathcal {X}}xf_{X}(x|Y=y)dx}
其中，{\displaystyle f_{X}(\,\cdot \,|Y=y)}是在给定{\displaystyle Y=y}下{\displaystyle X}的条件概率密度函数。

## 正式的定义
给定{\displaystyle X}是一个定义在概率空间{\displaystyle (\Omega ,{\mathcal {F}}_{0},P)}上的随机变量，{\displaystyle {\mathcal {F}}\subset {\mathcal {F}}_{0}}是{\displaystyle {\mathcal {F}}}的一个子σ-代数，且{\displaystyle E|X|<\infty }。
则定义{\displaystyle X}在给定{\displaystyle {\mathcal {F}}}下的条件期望{\displaystyle E(X|{\mathcal {F}})}是满足以下两个条件的随机变量{\displaystyle Y}：
1. {\displaystyle Y}是{\displaystyle {\mathcal {F}}}上的可测函数；
2. {\displaystyle \forall A\in {\mathcal {F}}:\int _{A}XdP=\int _{A}YdP}。

在这一定义下，{\displaystyle E(X|{\mathcal {F}})}是存在且在几乎必然的意义下唯一的。

## 参看
- 全概率公式
- 全期望公式
- 联合分布